# O Dia em que Dorival Encarou a Guarda
O Dia em que Dorival Encarou a Guarda é um filme de curta-metragem brasileiro, de 1986, dirigido por Jorge Furtado e José Pedro Goulart. A obra é uma adaptação do oitavo episódio do livro O Amor de Pedro por João, de Tabajara Ruas. A trilha sonora  original do filme foi feita por Augusto Licks.

## Sinopse
Em uma prisão militar, o detento Dorival tenta convencer os militares que compõe a guarda do quartel a permitir que ele tome um banho. Mas o preso esbarra na negativa dos militares, embora estes não consigam justificar para Dorival a razão que o impede de tomar o banho. Até que Dorival decide enfrenta-los e acaba apanhando muito, o general ordena então que o levassem para o banheiro e dessem um bom banho nele, e foi assim que ele tomou seu primeiro banho.

## Prêmios
- Melhor curta - Festival de Gramado de 1986
- Melhor ator - Festival de Gramado de 1986
- Prêmio júri popular - Festival de Gramado de 1986
- Prêmio da crítica - Festival de Gramado de 1986
- Melhor filme - Festival de Huelva (Espanha) de 1986
- Prêmio da crítica - Festival de Huelva (Espanha) de 1986
- Melhor curta - Festival de Havana (Cuba) de 1986
- Seleção oficial - Sundance Festival de 1991